# Autoridad de Liptako-Gourma
La Autoridad de Desarrollo Integrado de la Región de Liptako-Gourma (en francés Autorité de développement intégré de la région du Liptako-Gourma), conocida como la Autoridad de Liptako-Gourma o por sus siglas ALG, es una organización que agrupa a Malí, Alto Volta (hoy Burkina Faso) y Níger, creada el 3 de diciembre de 1970 en Uagadugú con el fin de promover la explotación minera, energética, hidráulica y agropastoral en un marco regional para un desarrollo armónico e integrado.

## Características
Persigue cuatro objetivos específicos que son la seguridad alimentaria, conectar a la región con el exterior, la protección del medio ambiente y el desarrollo social. Interviene en las regiones fronterizas de los tres países, cubriendo una superficie de 370.000 km², que corresponden a diceinueve provincias de Burkina Faso, cuatro regiones administrativas de Malí y dos departamentos y una comunidad urbana de Níger. Representa el 19,3% de la superficie de sus tres miembros, es decir el 57,44% de Burkina Faso, el 20,64% de Malí y el 9,7% de Níger. Reúne 16,5 millones de habitantes (2002), es decir el 45%de la población de la sumatoria de los tres países. Se encuentra en el Sahel. En 2005 los jefes de Estado Amadou Toumani Touré (Malí), Blaise Compaoré (Burkina Faso) y Mamadou Tandja (Níger) expresaron el deseo de convertir a la ALG en un espacio económico integrado.